# Acentroscelus versicolor
Acentroscelus versicolor är en spindelart som beskrevs av Soares 1942. Acentroscelus versicolor ingår i släktet Acentroscelus och familjen krabbspindlar. Inga underarter finns listade i Catalogue of Life.